# Alaaf You
Alaaf You – eine Stadt dreht durch ist ein Dokumentarfilm über den Kölner Karneval. Kinostart war der 21. Januar 2016.

## Handlung
In der Karnevalssession 2014 passiert allerhand in der Domstadt, das nichts mit den Fernsehbildern von Rosenmontagszug und Karnevalskomitee zu tun hat. Tausende Jecken zeigen, wie sie ihren persönlichen Kölner Karneval feiern und was sie darüber denken.

## Produktion
Der Film ist ein sogenannter User-generated-content-Film, d. h., nicht die Filmemacher selbst haben das Filmmaterial aufgenommen, sondern jeder, der sich berufen fühlte, war aufgefordert, seine Sicht des Kölner Karnevals in den jecken Tagen der Karnevalssession 2014 zu filmen und den Filmemachern einzuschicken. Diese haben aus den über 500 Stunden eingesandtem Videomaterial anschließend etwa anderthalb Jahre lang den fertigen Film geschnitten.

## Hintergrund
Ziel der Filmemacher war es, den Kölner Karneval jenseits der aus dem Fernsehen bekannten Bilder von Rosenmontagszug und Büttenreden einem breiten Publikum zu vermitteln.